# Carlos Luis Morales
Carlos Luis Morales (Guayaquil, 12 juni 1965 - Samborondón, 22 juni 2020) was een profvoetballer uit Ecuador, die speelde als doelman. Hij stond bekend onder zijn bijnaam Pestañita, en kwam onder meer uit voor Barcelona Sporting Club. Met die club werd hij vijfmaal landskampioen. Morales beëindigde zijn carrière in 2001 bij CDS Santa Rita.

## Interlandcarrière
Morales speelde veertig interlands voor Ecuador in de periode 1987-1999. Hij maakte zijn debuut op 5 maart 1987 in de vriendschappelijke uitwedstrijd in Havana tegen Cuba, net als Raúl Avilés, Pietro Marsetti, Kléber Fajardo en Freddy Bravo. Morales nam met zijn vaderland deel aan drie edities van de strijd om de Copa América: 1987, 1989 en 1995. Zijn voornaamste concurrenten bij de nationale ploeg waren José Cevallos, Jacinto Espinoza en Oswaldo Ibarra.

## Erelijst
Barcelona SC
- Landskampioen

1985, 1987, 1989, 1991, 1995